# Therion
Therion (altgriechisch θηρίον „(wildes) Tier“) ist eine schwedische Symphonic-Metal-Band, die 1987 von Christofer Johnsson (Gitarre, früher Bass) aus seiner 1987er-Band Blitzkrieg heraus ursprünglich als Megatherion gegründet wurde. Der Name hat seinen Ursprung im Altgriechischen to mega therion (τὸ μέγα ϑηρίον), was etwa ‚das große Tier‘ heißt und der Offenbarung des Johannes entnommen ist (siehe auch Zahl des großen Tieres). Der Name wurde ziemlich bald allerdings zu Therion gekürzt. Während sie als Death-Metal-Band begannen, wandten sie sich später dem Symphonic Metal zu – das Erscheinen von Theli wird hier als Wendepunkt angesehen.
Bei oft wechselnder Besetzung entwickelte Therion vom Death Metal ausgehend eine Symbiose aus Klassik und Metal, in der Christofer Johnssons Bewunderung für Richard Wagner deutlich zu hören ist; dieser zählt neben Slayers Reign in Blood zu Johnssons wichtigsten Einflüssen. Die Texte stammen größtenteils aus der Feder von Thomas Karlsson, dem Gründer des magischen Ordens Dragon Rouge, in dem Johnsson ebenfalls Mitglied ist.

## Geschichte

### Von Blitzkrieg und Megatherion
Therion wurde 1987 unter dem Namen Blitzkrieg in Upplands Väsby (Schweden) gegründet. Christofer Johnsson war damals Sänger und Bassist, wobei er das Spielen dieses Instruments gerade zu erlernen begann. Mitbegründer waren Peter Hansson als Gitarrist und Oskar Forss als Schlagzeuger. Ihre Musik wurde von Metallica und Slayer beeinflusst, auch wenn das Ergebnis mehr in Richtung Venom und Motörhead ging. Im Frühjahr 1988 löste sich Blitzkrieg nach zwei Konzerten wieder auf. Da die Band nie Demos aufgenommen hatte, gibt es von damals nur mehr wenige Aufzeichnungen, die jedoch 2001 ihren Weg auf die Fanclub-CD Bells of Doom gefunden haben.
Johnsson gab die Idee einer Band nicht auf und wechselte von Bass auf Gitarre. Unter dem musikalischen Einfluss von Bands wie Celtic Frost reformierte er die Band zusammen mit Peter Hansson unter dem Namen Megatherion. Wenig später nahm auch Oskar Forss wieder teil. Nach einiger Zeit nahm die Band auch Erik Gustafsson, der gerade die Death-Metal-Band Dismember verlassen hatte, als Bassisten auf. Kurz darauf wurde der Name der Band zu Therion abgekürzt.

### Plattenvertrag und erste Alben
Die Band nahm 1989 die ersten zwei Demos Paroxysmal Holocaust und Beyond the Darkest Veils of Inner Wickedness auf Kassette auf. Der Klang ging im Gegensatz zu den früheren Blitzkrieg-Klängen stark in Richtung Death Metal. 1990 nahmen sie als drittes Demo Time Shall Tell auf, das ein örtlicher Plattenladen auf Vinyl veröffentlichte. Eigentlich sollte es auf 1000 Stück limitiert sein, der Plattenladen presste es jedoch auch als Bootleg. Die Aufnahme erregte einiges an Aufmerksamkeit und führte zum ersten Plattenvertrag.
1991 veröffentlichten Therion bei Deaf Records ihr erstes Album Of Darkness..... Obwohl bereits neues Material vorhanden war, wurden auf diesem ersten Album nur alte Lieder zusammengestellt; ihr neues Material wollte die Band für die nächste Veröffentlichung aufbewahren, Of Darkness.... sollte sowohl ein Debüt als auch das Ende einer Ära sein. Da der Vertrag mit Deaf Records auf ein Album beschränkt und das Verhältnis nie besonders gut war, wechselte die Band zu Active Records.
1992, kurz vor Beginn der Aufnahmen zum zweiten Album, verließ Erik Gustafsson die Band und zog zurück in sein Heimatland USA. Therion setzten ihre Arbeit als Trio fort, wobei sowohl Christofer Johnsson als auch Peter Hansson die Arbeit am Bass übernahmen. Erste Versuche mit Keyboards und Klargesang (Anna Granqvist und Fredrik Lundberg) brachten der Band einen Ruf als experimentelle Death-Metal-Band ein. Die Veröffentlichung von Beyond Sanctorum wurde ein Erfolg, der der Band auch erste Angebote für Konzerte in Mitteleuropa (Benelux-Staaten) einbrachte.
Nach den Aufnahmen verließ Oskar Forss die Band, da seine Frau ihr zweites Kind erwartete und die Verantwortung gegenüber seiner Familie sich nicht mit einem Leben als schlecht bezahlter und oft verreisender Musiker vertrug. Kurz darauf gab auch Peter Hansson seine Arbeit bei der Band aus gesundheitlichen und musikalischen Gründen auf. Die Konzerte in den Niederlanden und Belgien wurden mit Piotr Wawrzeniuk, den Johnsson von der Band Carbonized kannte, am Schlagzeug, Andreas Wahl am Bass und Magnus Barthelsson, einem Schulfreund Johnssons, an der Gitarre gespielt. Wegen des Ausstiegs der übrigen Gründungsmitglieder und der Entfernung von Therions ursprünglichem Musikstil überlegte Johnsson, die Band umzubenennen, behielt den Namen jedoch bei, da er der Hauptkomponist war und gedachte, die Lieder der ersten zwei Alben auch künftig live zu spielen.
Mit der neuen Besetzung machte sich die Band an die Aufnahme von Ho Drakon Ho Megas. Dieses dritte Album ist noch immer die experimentellste aller Therion-Platten und enthält neben Death Metal auch Elemente des Jazz, Industrial Metal, Gothic Metal und 80er Heavy Metal sowie Choralgesänge, klassische Musik und Einflüsse aus dem arabischen Raum. Die Plattenfirma Active Records entschied sich, ihre Aktivitäten einzustellen, der Besitzer gründete Megarock Records und veröffentlichte dort weiterhin Therion-Alben. Nach der Veröffentlichung gingen Therion gemeinsam mit Grave und Massacra auf Tour durch Deutschland.
Da die Einnahmen aus Plattenverkäufen noch gering waren, mussten Magnus Barthelsson und Andreas Wahl ihre Zusammenarbeit mit Therion 1994 aus finanziellen Gründen beenden. Fredrik Isaksson kam als neuer Bassist zur Band. Johnsson pausierte die Arbeit an Therions Musik für einige Monate und wirkte an einem Album der Schweizer Band Messiah mit; nach seiner Rückkehr bekam er ein Angebot von Nuclear Blast. Therion hatten ein gutes Verhältnis zu ihrem bisherigen Label und Megarock Records ließen die Band daher trotz eines bestehenden Vertrages freiwillig gehen.
Kurz vor Veröffentlichung des nächsten Albums Lepaca Kliffoth erschien 1995 auch die erste Single The Beauty in Black, die ähnlich erfolgreich wie das Album wurde. Therion ließen damit ihre Death-Metal-Wurzeln hinter sich. Die Band ging gemeinsam mit Annihilator auf Tour durch Deutschland und spielte auch erste Konzerte in Argentinien und Chile. Da Fredrik Isaksson aus persönlichen Gründen an der Tour nicht teilnehmen konnte, wurde Lars Rosenberg von Entombed als Session-Player verpflichtet. Da jedoch Wawrzeniuk Probleme mit Isaksson hatte, wurde dieser schließlich gefeuert und Rosenberg übernahm seinen Platz.
Da das Budget die Anforderungen nicht befriedigen konnte, wurde die Liste jener Lieder, die Johnsson deshalb nicht realisieren konnte, immer länger. Da er so nicht weitermachen wollte, rief er Markus Staiger von Nuclear Blast an und erklärte die Situation.

“No more album based on my vocals and I need two choirs, a better recording studio, two producers and more time in the studio - if not I rather give up the band and stay happy with what I achieved so far[.]”

Neben zwei Chören, einem besseren Aufnahmestudio, zwei Produzenten und mehr Zeit im Studio verlangte er auch mehr Konzertauftritte, da diese den Bekanntheitsgrad der Band verbessern und dadurch Verkaufszahlen und Budget erhöhen würden. Staiger, ein Fan der Band, ging darauf ein. Ex-Unanimated-Gitarrist Jonas Mellberg kam als Gitarrist zu Therion hinzu und die Aufnahmen für das fünfte Album konnten beginnen.

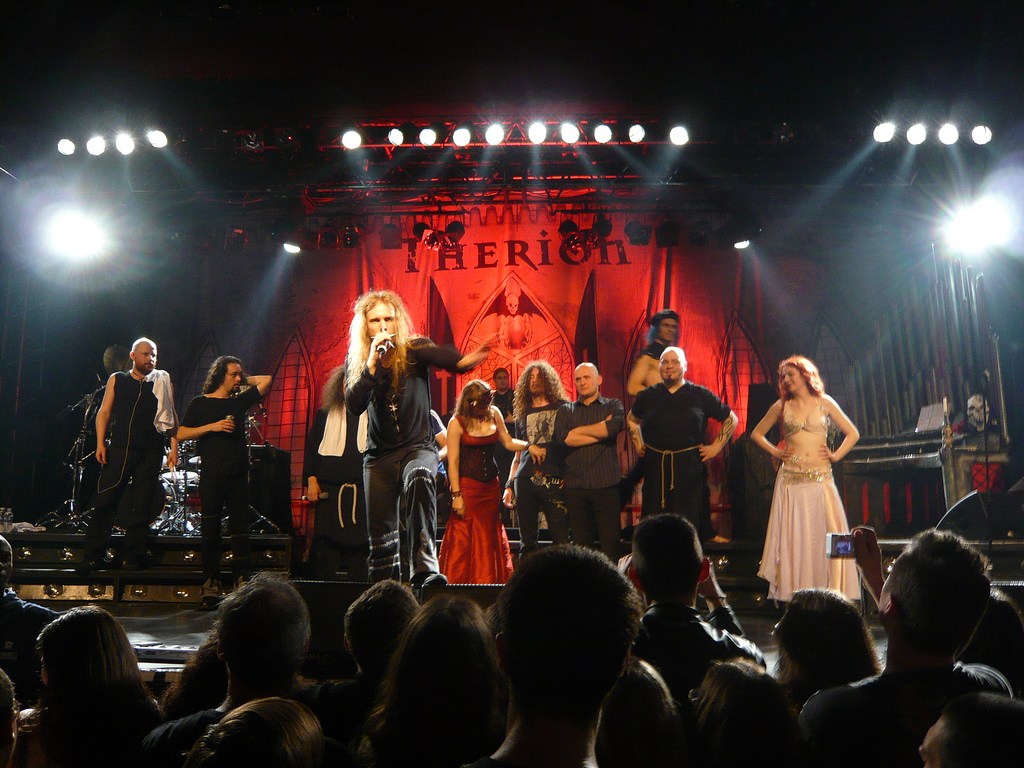
Therion, Paris, 2007

### Theli– Der Durchbruch
Theli wurde im Impuls Studio in Hamburg aufgenommen. Johnsson betrachtete dieses Album als sein Meisterwerk, obwohl er der Meinung war, dass es sein letztes Album sein würde, da er es für zu experimentell hielt, um von vielen Metal-Fans akzeptiert zu werden. Wawrzeniuk war zuversichtlicher, begann allerdings vorsichtshalber ein Geschichtsstudium. Neben einem Rock- und einem klassischen Chor, starker Verwendung von Keyboards und klassischer Musik und kleineren Gesangseinlagen von Johnsson im Stil des Vorgängeralbums wurde der Gesang hauptsächlich von Dan Swanö (u. a. Edge of Sanity, Nightingale, Katatonia) und Wawrzeniuk durchgeführt. Vor der Abmischung ging die Band auf eine kurze Europatournee. Die Band brauchte zunächst Abstand von der Musik. Johnsson ging davon aus, dass dies ihre letzte Tournee sein würde, da er nicht daran glaubte, dass die neuen Lieder live aufgeführt werden könnten. Während der Tournee zeigte sich, dass sowohl Mellberg als auch Rosenberg Alkoholprobleme hatten, mit Mellberg gab es auch persönliche Probleme. Noch vor der Veröffentlichung des neuen Albums Theli spielte die Band ein Lied für ein Iron-Maiden-Tributalbum ein. Mellberg verließ eines Tages wortlos das Studio und somit die Band, seinen Teil der Aufnahmen musste Johnsson übernehmen.
Das Album Theli erzielte positive Kritiken in größeren Musikzeitschriften und schließlich kam auch das Angebot einer Tour mit der damals sehr populären Band Amorphis. Dennoch waren die Probleme und Sorgen noch lange nicht beseitigt: die Lieder waren für eine Live-Darbietung zu komplex. Chöre waren schon für die Aufnahmen teuer, eine Tour mit Chor wäre nicht finanzierbar gewesen. Die Aufnahmen hatten Nuclear Blast bereits 56.000 Deutsche Mark (rund 28.000 Euro) gekostet und waren die bis dato teuersten in der Geschichte des Labels. Schließlich schaffte es Johnsson mit Hilfe seiner Freunde und seiner Freundin, einen Chor aus Amateurmusikern zusammenzustellen. Sein Freund Tommy Eriksson (Shadowseeds, Nocturnal Rites) übernahm für Wawrzeniuk, der mit seinem Geschichtsstudium beschäftigt war, die Rolle des Schlagzeugers, Tobias Sidegård (Necrophobic) spielte Gitarre und Kimberly Goss (später bei Dimmu Borgir und Sinergy) wurde für Keyboard und Gesang eingestellt.
Die Tour wurde ein großer Erfolg, Johnsson war jedoch der Ansicht, dass die Band „wie Scheiße“ klang. Zudem hatten Mitglieder des Chors Anpassungsprobleme mit dem Leben auf Tour; die Sopranistin begann Drogen zu nehmen und Rosenbergs Alkoholproblem verschlimmerte sich deutlich. Er konnte kaum noch spielen und kollabierte schließlich auf der Bühne. Johnsson zog daraus die Konsequenzen: Rosenberg wurde nach der Tour gefeuert und der Chor nie wieder verwendet. Die Verkaufszahlen waren jedoch stark gestiegen und Therion nun eine für Promoter attraktive Band. Eine zweite Tour mit Andreas Wahl als Bassisten, zwei professionellen Sopranistinnen und Piotr Wawrzeniuk (der sein Studium für diese Tournee kurz unterbrach) als Tenor wurde geplant und gemeinsam mit Sentenced und My Dying Bride Anfang 1997 durchgeführt. In diesem Jahr feierten Therion auch zehnjähriges Bestehen mit A’arab Zaraq – Lucid Dreaming – das Album enthielt einige nicht verwendete Lieder von Theli, Coverversionen und einen Soundtrack, den Johnsson für den Film The Golden Embrace gemacht hatte. Und schließlich gingen sie im selben Jahr mit Crematory und Lake of Tears auf eine dritte Tournee, wobei Therion außerhalb von Deutschland Headliner waren. Sarah Jezebel Deva (Cradle of Filth) war das erste Mal als Sängerin mit dabei.
Die Tour erhöhte wieder die Verkaufszahlen, Therion bekam einen Manager und Nuclear Blast stellte der Band in Anerkennung des Erfolgs in einem neu verhandelten Vertrag ein garantiertes größeres Budget zur Verfügung. Dennoch gab es noch immer ein großes Problem – die Band bestand im Grunde nur aus Johnsson und angemieteten Musikern. Für das nächste Album wurden die professionellen Studiomusiker Wolf Simons und Jan Kazda beschäftigt, Tommy Eriksson half auf der Gitarre aus, Sarah Jezebel Deva und Martina Hornbacher (inzwischen Astner, Ex-Dreams of Sanity) sangen Sopran, und zum ersten Mal war ein richtiges Streichorchester mit dabei, zudem ein Opernchor. Johnsson betrachtet Vovin jedoch als sein Soloalbum.

### Vovin,DeggialundSecret of the Runes
Vovin war melodischer, die Produktion sauberer, insgesamt war das Album für die Massen leichter zugänglich. Die Verkaufszahlen verdoppelten sich im Vergleich zu Theli und Therion waren plötzlich eine der meistgespielten Bands in der Metal-Szene Europas und die bestverkaufende Band bei Nuclear Blast. Eine ausgedehnte Tour gemeinsam mit Moonspell durch Europa (von Schottland über Ungarn und Portugal nach Finnland) folgte, und dem für die Tour angemieteten Schlagzeuger Sami Karppinen wurde ein fester Platz in der Band angeboten. Mit der neuen Besetzung wurde die EP Crowning of Atlantis aufgenommen. Später wurden noch Live-Stücke und Coverversionen hinzugefügt, bevor es 1999 veröffentlicht wurde.
Karppinen war in der schwedischen Metal-Szene ein bekannter Schlagzeuger und hatte gute Kontakte. Durch ihn kamen zuerst Kristian Niemann als Gitarrist zur Band und kurze Zeit darauf auch sein Bruder Johan Niemann als Bassist. Damit hatte die Band wieder eine stabile Besetzung. Johnsson hatte bereits genug Material für das nächste Album zusammen, wodurch sich die Niemann-Brüder nicht mehr mit eigenen Stücken beteiligen konnten und auch Deggial eigentlich wieder ein Soloalbum wurde. Die Stücke auf Deggial waren komplexer als noch auf Vovin und wurden erstmals mit einem vollständigen Symphonieorchester eingespielt. Entsprechend erhielt das Album sehr unterschiedliche Kritiken. Es verkaufte sich jedoch besser als Theli und wird in der offiziellen Biographie als großer Erfolg unter den Fans angesehen. Um Werbung für ihr neues Album zu machen, gingen Therion wieder auf Tour, das erste Mal als Headliner. Begleitet wurden sie von Voivod und unterstützt von Flowing Tears.
2001 veröffentlichten Therion Secret of the Runes, ein auf Elementen der nordischen Mythologie basierendes Konzeptalbum. Jedes der Lieder präsentiert eine der neun Welten des Weltenbaums Yggdrasil, der Prolog beschreibt die Entstehung der Welt und der Epilog fasst das gesamte Konzept zusammen. Zwei Cover-Versionen (von ABBA und den Scorpions) wurden als Bonus hinzugefügt. Für die Aufnahme des Albums entschied sich Johnsson zu einem drastischen Schritt. Vom Budget baute er ein eigenes Studio für Therion, genannt Modern Art, um nicht mehr von den Zeitplänen fremder Aufnahmestudios und deren Miete abhängig zu sein. Sami Karppinen war nicht nur Architekt des Studios, sondern arbeitete auch beim Aufbau selbst mit. Außerdem übernahm er während der Aufnahme die Funktion des Toningenieurs. Abgemischt wurde das Album später in den Finnvox Studios in Finnland. Bei den Aufnahmen verzichtete Johnsson erstmals auf einen Dirigenten und gab seine Anweisungen direkt an Orchester und Chor durch, deren Meinung zu Details in der Performance er gelegentlich umzusetzen versuchte. Auch dieses Mal folgte dem Album eine Tour mit Evergrey und My Insanity im Vorprogramm. Nach der Tour entschied sich Karppinen, die Band zu verlassen, um Vollzeit im Modern Art Studio zu arbeiten und bei anderen Bands und Projekten als Gastschlagzeuger mitzuwirken. Er organisierte allerdings noch seinen Ersatz, Richard Evensand. Das Secret of the Runes-Album liegt auch einem 2004 von Thomas Karlsson verfassten Buch zur Runenmagie bei.
2001 entstand auch mit Bells of Doom eine CD, die auf 1000 Stück limitiert und dem offiziellen Fanclub vorbehalten war. Sie enthielt neben unveröffentlichtem Material auch Stücke aus der Zeit, als Therion noch Blitzkrieg hießen. Da der Fanclub in der damaligen Form mittlerweile nicht mehr existiert und durch die Therion Society ersetzt wurde, kann die CD nun auch von Nichtmitgliedern erworben werden.
2002 feierten Therion ihr 15-Jahre-Jubiläum und veröffentlichten zu diesem Anlass ein Live-Doppelalbum mit Namen Live in Midgård.

### LemuriaundSirius B

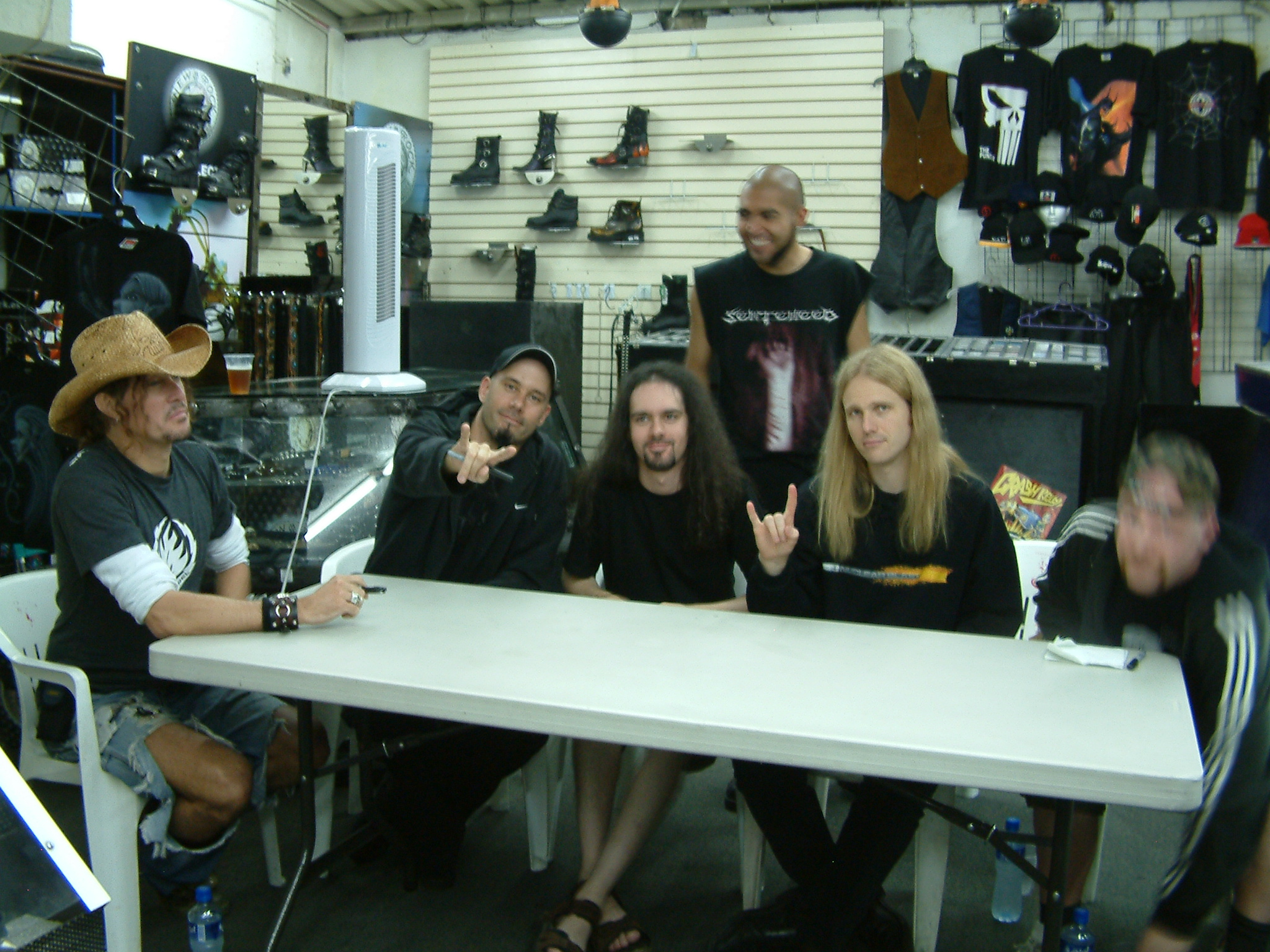
Autogrammstunde im Oktober 2005

Nach einer weiteren Tour arbeiteten Therion an Christofer Johnssons Ideen aus der Zeit vor Secret of the Runes weiter. Seit damals waren viele neue Stücke entstanden, ergänzt durch die Beiträge von Johan und Kristian Nieman. Nach Sortierung des gesamten Materials entdeckte die Band, dass sie 55 neue Lieder auf Lager hatten. Manche waren noch nicht ganz komplett, dennoch war genug Material für drei Alben vorhanden. Sie entschieden, zwei der drei Alben gleichzeitig aufzunehmen, um wieder einigermaßen auf den neuesten Stand ihrer Kreativität zu kommen. 171 Musiker waren an der über neun Monate dauernden Aufnahme der Alben beteiligt, unter anderem ein 32-köpfiger Chor, der in einem Prager Studio aufgenommen wurde. Die Kirchenorgel wurde in der ältesten Kirche Kopenhagens aufgenommen und letztlich im Sun Studio mit dem Produzenten Lars Nissen Hammond-Orgel und Mellotron eingespielt, bevor die Lieder dort abgemischt wurden. Das Ergebnis waren Lemuria und Sirius B, die im Mai 2004 erschienen. Die Alben sind wieder gitarrenlastiger und etwas härter als die letzten Vorgänger. Piotr Wawrzeniuk stellte für die Aufnahmen seine Stimme zur Verfügung und fungierte gemeinsam mit Mats Levén als Sänger.
Da der Schlagzeuger Richard Evensand noch in mehreren anderen Projekten spielte und kein permanentes Mitglied von Therion mehr sein wollte, suchte die Band zunächst nach einem Gastschlagzeuger für Tourneen, fand mit Petter Karlsson jedoch einen neuen permanenten Schlagzeuger. Gemeinsam mit ihm, Mats Levén und Sopranistin Karin Fjellander ging die Band 2004 auf eine Welttournee, die sich über zwei Jahre dahinzog und 106 Konzerte beinhaltete; der Auftritt beim ProgPower Festival 2006 in Cheltenham, mit dem sie endete, war auch Johnssons letzter Auftritt als Sänger. Während der Tournee entstand auch Atlantis Lucid Dreaming, eine Zusammenstellung aus Liedern von Alben A’arab Zaraq – Lucid Dreaming von 1997, Crowning of Atlantis von 1999 und einer Live-Version von Black Sun.
Am 5. Mai 2006 veröffentlichten Therion ihre erste DVD. Celebrators of Becoming ist ein Set aus vier DVDs und zwei CDs. Die erste DVD enthält ein Konzert der Lemuria-/Sirius-B-Tour in voller Länge, das Bildmaterial ist aus den zwei Konzerten in Mexiko-Stadt (den ersten zwei Konzerten der Tour) zusammengeschnitten. Die zweite DVD enthält Live- und Backstage-Material von der gesamten Tour, unter anderem eine Live-Version der Russischen Nationalhymne vom Konzert in Moskau. Die dritte DVD enthält unter anderem diverse Videoclips sowie den Kunstfilm The Golden Embrace, und die vierte DVD schließlich illustriert die Bandgeschichte von der allerersten Videoaufnahme als Teenager-Band bis zur Secret-of-the-Runes-Tour. Die beiden CDs enthalten die Audiospur der ersten DVD.

### Gothic Kabbalah
Am 12. Januar 2007 erschien Gothic Kabbalah, an dem neben Mats Levén (ehemals u. a. Yngwie Malmsteen) auch Snowy Shaw (ehemals u. a. Dream Evil, Mercyful Fate) als Sänger mitwirkte. Gothic Kabbalah ist ein Konzeptalbum, das sich thematisch der Person Johannes Bureus widmet und auf dem Buch Adulrunan och den götiska kabbalan (sw. ‚Adulruna und die gotische Kabbala‘) von Thomas Karlsson basiert, der auch die Texte für das Album schrieb. Der Name Gothic Kabbalah sorgte beim Erscheinen des Albums zunächst für etwas Aufregung, da viele das Gothic im Namen fälschlich als Bezug zur Musikrichtung Gothic verstanden.
Anfang Mai 2007 wurde bekannt gegeben, dass Mats Levén die Band verlassen würde, da er mit der für Gothic Kabbalah neu gestalteten Rollenverteilung der Sänger nicht zufrieden war. Als Ersatz für ihn kam Thomas Vikström, der außerhalb von Schweden hauptsächlich als Sänger auf Candlemass’ Chapter VI bekannt ist.

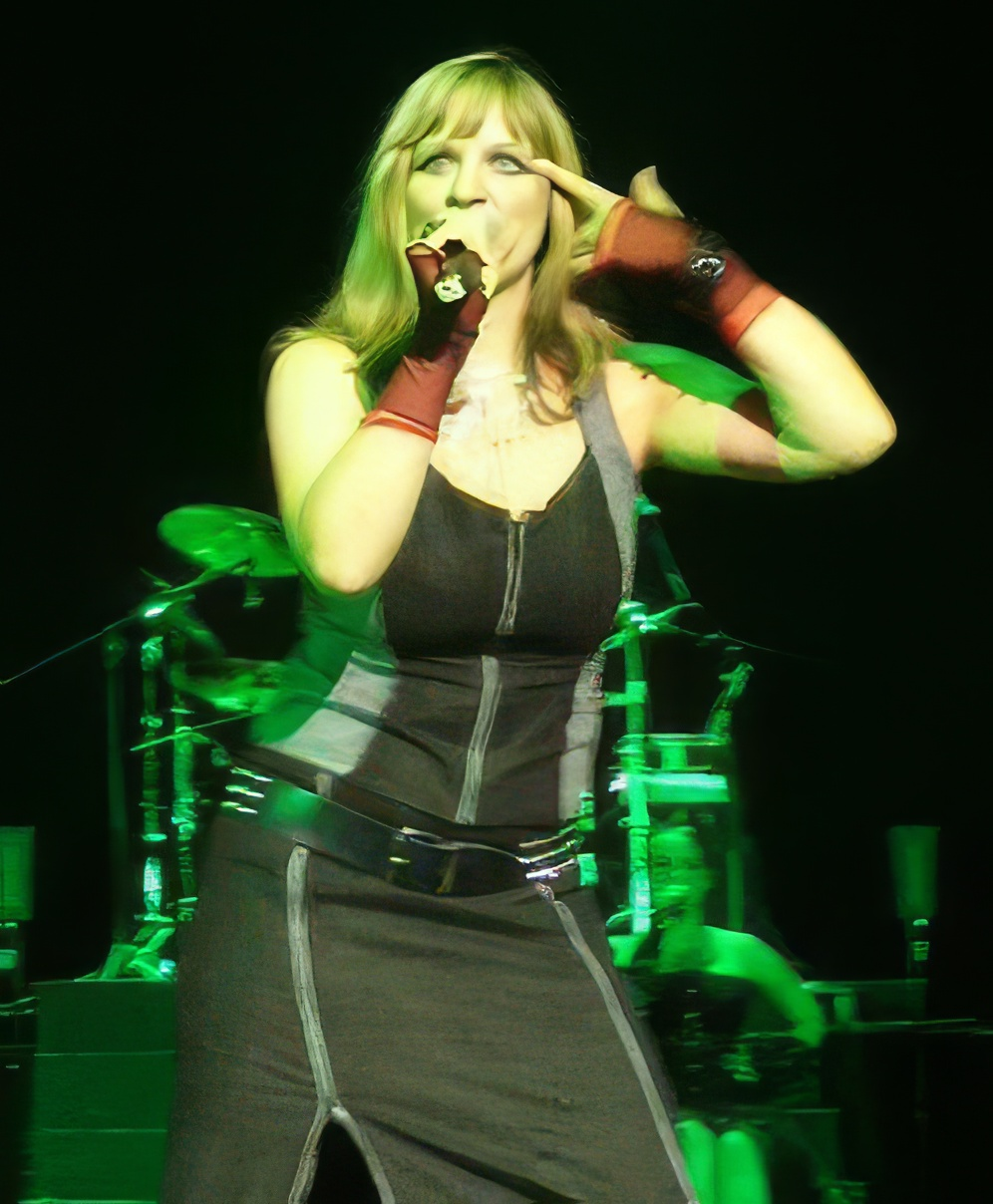
Die frühere Live-Session-Sängerin und mittlerweile feste Sängerin der Band, Lori Lewis

2011 wurde Lori Lewis permanentes Mitglied von Therion, nachdem sie für mehrere Jahre mit der Band befreundet und als Opernsängerin tätig gewesen war. Sie soll künftig auch aktiv an der Komposition kommender Veröffentlichungen mitwirken.

### Les Fleurs du Mal
2012 erschien das Album Les Fleurs du Mal, benannt nach dem gleichnamigen Gedichtband von Charles Baudelaire. Es enthält ausschließlich Cover französischer Lieder und wurde von der Band selbst und nicht über Nuclear Blast veröffentlicht. Außerdem verließ Snowy Shaw die Band, da sein Enthusiasmus nachließ und er sich eigenen Projekten widmen will. Am Album beteiligte er sich mit einer Gesangspassage. Die Trennung erfolgte ohne Konflikte zwischen Shaw und Therion.

## Musikstil

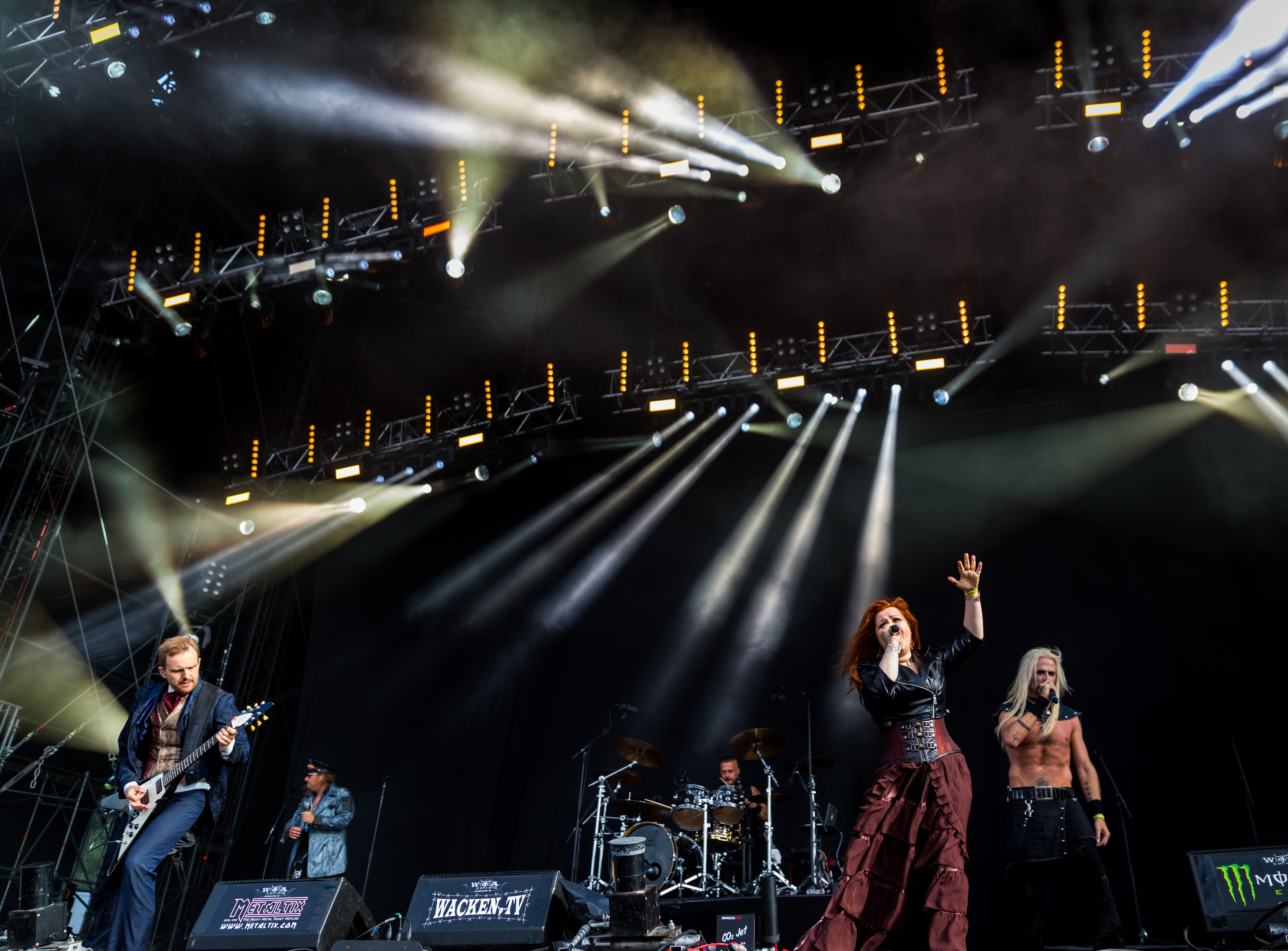
Therion beim Wacken Open Air 2016

In ihren Anfängen unter dem Namen Blitzkrieg wurde die Band von Metallica und Slayer beeinflusst, der Klang ging jedoch mehr in Richtung Venom und Motörhead. Nach der Wiedervereinigung unter dem Namen Megatherion orientierte die unter anderem von Celtic Frost beeinflusste Band sich am Death Metal.
Auf ihrem Debütalbum ist insbesondere von Celtic Frosts Into the Pandemonium beeinflusster, für die damalige Zeit progressiver, Death Metal mit unorthodoxen Einflüssen und Keyboards zu hören. Textlich griff die Band politische Themen auf, wie sie von Bands wie Nuclear Assault und Napalm Death bekannt waren. Da der Death Metal sich traditionell todesbezogenen Themen widmete, war sie in der aufkommenden Black-Metal-Szene verhasst, die Therion als „Life-Metal“-Band bezeichnete, Morddrohungen gegen sie aussprach und auch einen Brandanschlag auf Johnssons Haus verübte. Ab dem zweiten Album wechselte die Band zu einer okkulten Ausrichtung; Mika Luttinen von der finnischen Band Impaled Nazarene (die ebenfalls von der norwegischen Black-Metal-Szene bedroht wurde und sich vom Black Metal distanzierte) bezeichnete es daraufhin als „Fakt […], daß Therion Treibhaus-Effekt-Death Metal spielten und jetzt plötzlich okkulten Trend-Metal. Aber ich würde sie dafür nicht umbringen.“
Auf dem dritten Album Lepaca Kliffoth sind Sopran- und Bass-Bariton-Gesänge, mehr Keyboards, stärkere persische Einflüsse und mehr Melodien zu hören, außerdem setzte Johnsson keine Growls mehr ein und ließ sich zunehmend von 1970er-Jahre-Progressive- und Symphonic-Rock-Bands wie Klaatu, Pavlov’s Dog, Eloy, Pink Floyd und Mandalaband inspirieren. Bei den Aufnahmen zu Vovin kam zum ersten Mal richtiges Streichorchester zum Einsatz.
Aufgrund ihrer heutigen Ausrichtung wird die Band von Michayah Belfagor (Nefandus, Ofermod) sogar als Black-/Death-Metal-Band anerkannt; er wirkte 2010 auch auf ihrem Album Sitra Ahra als Gastsänger mit.

## Diskografie
Studioalben

| Jahr | Titel Musiklabel                                    | Höchstplatzierung, Gesamtwochen, AuszeichnungChartplatzierungen (Jahr, Titel, Musiklabel, Platzierungen, Wochen, Auszeichnungen, Anmerkungen) | Höchstplatzierung, Gesamtwochen, AuszeichnungChartplatzierungen (Jahr, Titel, Musiklabel, Platzierungen, Wochen, Auszeichnungen, Anmerkungen) | Höchstplatzierung, Gesamtwochen, AuszeichnungChartplatzierungen (Jahr, Titel, Musiklabel, Platzierungen, Wochen, Auszeichnungen, Anmerkungen) | Höchstplatzierung, Gesamtwochen, AuszeichnungChartplatzierungen (Jahr, Titel, Musiklabel, Platzierungen, Wochen, Auszeichnungen, Anmerkungen) | Anmerkungen                              |
| Jahr | Titel Musiklabel                                    | DE | AT | CH | SE | Anmerkungen                              |
| ---- | --------------------------------------------------- | --- | --- | --- | --- | ---------------------------------------- |
| 1991 | Of Darkness … Deaf Records                          | — | — | — | — | Erstveröffentlichung: Februar 1991       |
| 1992 | Beyond Sanctorum Active Records                     | — | — | — | — | Erstveröffentlichung: Januar 1992        |
| 1993 | Symphony Masses – Ho Drakon Ho Megas Megarock       | — | — | — | — | Erstveröffentlichung: April 1993         |
| 1995 | Lepaca Kliffoth Nuclear Blast                       | — | — | — | — | Erstveröffentlichung: 4. April 1995      |
| 1996 | Theli Nuclear Blast                                 | — | — | — | — | Erstveröffentlichung: 9. August 1996     |
| 1997 | A’arab Zaraq Lucid Dreaming Nuclear Blast           | DE98 (1 Wo.)DE | — | — | — | Erstveröffentlichung: 16. Mai 1997       |
| 1998 | Vovin Nuclear Blast                                 | DE46 (4 Wo.)DE | AT48 (2 Wo.)AT | — | — | Erstveröffentlichung: 4. Mai 1998        |
| 1999 | Crowning of Atlantis Nuclear Blast                  | DE87 (1 Wo.)DE | — | — | — | Erstveröffentlichung: 7. Juni 1999       |
| 2000 | Deggial Nuclear Blast                               | DE43 (2 Wo.)DE | — | — | — | Erstveröffentlichung: 31. Januar 2000    |
| 2001 | Secret of the Runes Nuclear Blast                   | DE74 (1 Wo.)DE | — | — | — | Erstveröffentlichung: 8. Oktober 2001    |
| 2004 | Lemuria/Sirius B Nuclear Blast                      | DE63 (1 Wo.)DE | — | — | — | Erstveröffentlichung: 24. Mai 2004       |
| 2007 | Gothic Kabbalah Nuclear Blast                       | DE59 (2 Wo.)DE | — | CH73 (2 Wo.)CH | SE26 (2 Wo.)SE | Erstveröffentlichung: 12. Januar 2007    |
| 2010 | Sitra Ahra Nuclear Blast                            | DE73 (1 Wo.)DE | AT75 (1 Wo.)AT | — | — | Erstveröffentlichung: 17. September 2010 |
| 2012 | Les Fleurs du Mal Adulruna (Eigenverlag)            | — | — | — | — | Erstveröffentlichung: 28. September 2012 |
| 2018 | Beloved Antichrist Nuclear Blast                    | DE25 (2 Wo.)DE | AT46 (1 Wo.)AT | CH18 (2 Wo.)CH | — | Erstveröffentlichung: 9. Februar 2018    |
| 2021 | Leviathan Nuclear Blast                             | DE11 (2 Wo.)DE | AT45 (1 Wo.)AT | CH12 (2 Wo.)CH | — | Erstveröffentlichung: 22. Januar 2021    |
| 2022 | Leviathan II Nuclear Blast                          | — | — | CH45 (1 Wo.)CH | — | Erstveröffentlichung: 28. Oktober 2022   |
| 2023 | Leviathan III Nuclear Blast                         | — | — | — | — | Erstveröffentlichung: 15. Dezember 2023  |
| 2025 | Beyond the Darkest Veil of Time Hammerheart Records | — | — | — | — | Erstveröffentlichung: 11. April 2025     |